# Gabriel Baldrich i Palau
Gabriel Baldrich i Palau (Pla de Cabra, l'Alt Camp, 1814 - Madrid, Espanya, 1885) fou un militar i polític català d'ideologia liberal, diputat a Corts durant el sexenni democràtici senador. Fill de l'hisendat Bernat Baldrich i Solé.

## Biografia
Liberal com era, el 1833 va ingressar a la Milícia Nacional i va participar en la Primera Guerra Carlina en el bàndol isabelí. Després aquesta guerra fou ascendit al grau de tinent coronel d'infanteria el 1843; esdevenint un dels homes de confiança del general Prim a Catalunya. L'estiu de 1848 Gabriel Baldrich comandava les guerrilles que es van alçar infructuosament a Tarragona. El 1853 fou incorporat a les ordres directes del Ministeri de Guerra. Això no li va impedir ser un reputat casteller i arribà a cap de la Colla Joves Xiquets de Valls. El 1866 Baldrich va tornar a fer costat al seu amic el general Joan Prim i Prats durant la Revolta de Villarejo de Salvanés.
El 15 d'agost de 1867, quan era Comandant General de Barcelona, intentà altre cop un aixecament contra Isabel II d'Espanya, però establert a Piera, tot i que va aplegar uns 2.000 homes i va situar les seves tropes molt a prop de Barcelona, no va comptar amb prou recursos i ajuda per fer triomfar l'alçament. Va donar suport a la revolució de 1868, que finalment va aconseguir derrocar la ineficient monarquia borbònica, moment en el qual fou elegit diputat del Partit Progressista pel districte de Manresa a les eleccions generals espanyoles de 1869. Fou capità general de Puerto Rico del 4 d'abril de 1870 a 13 de setembre de 1871; i de juny a novembre de 1872 també fou capità general de Catalunya. Amb la primera República Gabriel Baldrich fou ascendit a general de brigada, i després va anar acumulant altres ascensos fins al de tinent general.